# دنیسلاویه
دنیسلاویه (به لاتین: Denislavye) یک منطقهٔ مسکونی در روسیه است که در استان آرخانگلسک واقع شده‌است.